# Jersey Road Race
Le Jersey Road Race était une course automobile qui eut lieu entre 1947 et 1952.

## Palmarès
| Année | Vainqueur       | Voiture  | Catégorie          | Résultats |
| ----- | --------------- | -------- | ------------------ | --------- |
| 1947  | Reg Parnell     | Maserati | Formule Grand Prix | Résultats |
| 1948  | Bob Gerard      | ERA      | Formule Grand Prix | Résultats |
| 1949  | Bob Gerard      | ERA      | Formule Grand Prix | Résultats |
| 1950  | Peter Whitehead | Ferrari  | Formule 1          | Résultats |
| 1952  | Ian Stewart     | Jaguar   | Voiture de sport   | Résultats |